# Комп'ютерні шрифти

«Verdana» — векторний шрифт створений спеціально для комп'ютерів

Комп'ю́терні шрифти́ — це сукупність графічних символів, що зберігаються в пам'яті комп'ютера у вигляді растрових точок чи векторних зображень.
Растрові шрифти не можна форматувати і змінювати накреслення, тому цей тип шрифтів використовують не часто. Векторні шрифти зберігаються у вигляді набору математичних виразів, що описують спосіб побудови кожного символу. Вони легко масштабуються і змінюють своє накреслення. Для монітора і принтера використовується один і той же шрифт. Ці закодовані символи виводяться на екран монітора, а потім на носій (папір, плівку, друкарську форму).

## External links
- Finding Fonts FAQ (Microsoft)
- Font Technologies chapter of the LDP's Font-HOWTO
- Microsoft's font guide
- Glossary of Font Terms Over 50 entries with helpful diagram